# Крейг Фостер
Крейг Фостер (англ. Craig Foster; нар. 15 квітня 1969, Лісмор) — австралійський футболіст, що грав на позиції півзахисника.
Виступав, зокрема, за клуб «Крістал Пелес», а також національну збірну Австралії.

## Клубна кар'єра
Народився 15 квітня 1969 року в місті Лісмор, Новий Південний Уельс. Займався футболом в Австралійському інституті спортую У дорослому футболі дебютував 1988 року виступами за команду «Сідней Кроейша», в якій провів один сезон, взявши участь у 39 матчах Національної футбольної ліги. Після цього ще два сезони відіграв там же за «Саншайн Джордж Кросс».
1991 року погравши недовго за нижчоліговий клуб «Авала», Фостер перейшов у «Сінгапур», але незабаром повернувся у «Авалу». У 1992 році перейшов до гонконгського клубу «Ернест Борель», з яким вийшов у фінал Кубка Гонконгу.
У 1994 році Фостер повернувся до Австралії і став гравцем клубу «Аделаїда Сіті», де провів два сезони, а потім ще один рік грав у НФЛ 1996/97 за «Марконі Сталліонс».
У 28-річному віці Фостер переїхав до Англії, де виступав у клубах другого за рівнем дивізіону країни «Портсмут» та «Крістал Пелес».
Протягом 2000—2003 років захищав кольори австралійського клубу «Нозерн Спірітс», після чого завершив ігрову кар'єру. По її завершенні став футбольним експертом, коментатором та телеведучим.

## Виступи за збірні
1985 року у складі юнацької збірної Австралії (U-16) взяв участь у юнацькому чемпіонаті світу в Китаї, дійшовши з командою до чвертьфіналу.
14 вересня 1996 року дебютував в офіційних іграх у складі національної збірної Австралії у товариському матчі проти Гани (2:0). Того ж року він був у команді на Кубку націй ОФК 1996 року, зігравши в обох фінальних матчах проти Фіджі і вигравши континентальну першість. Цей результат дозволив австралійцям поїхати на розіграш Кубка конфедерацій 1997 року у Саудівській Аравії. Там Фостер зіграв у всіх п'яти іграх і допоміг команді здобути бронзові нагороди.
Згодом у складі збірної Фостер був учасником Кубка націй ОФК 2000 року у Французькій Полінезії, здобувши того року ще один титул переможця турніру. Переможний фінальний матч на тому турнірі проти Нової Зеландії став останнім для Фостера у формі збірної. Всього протягом кар'єри у національній команді, яка тривала 5 років, провів у її формі 29 матчів, забивши 9 голів.

## Титули і досягнення
- Переможець Кубка націй ОФК (2): 1996,  2000
- Фіналіст Кубка конфедерацій: 1997